# Kátov
Kátov este o comună slovacă, aflată în districtul Skalica din regiunea Trnava, pe malul râului Chvojnica (river)⁠(d). Localitatea se află la altitudinea de 164 m deasupra n.m., se întinde pe o suprafață de 4,27 km2 și în 2017 număra 638 de locuitori. Se învecinează cu Skalica, Vrádište, Holíč și Hodonín.

## Istoric
Localitatea Kátov este atestată documentar din 1452.

## Demografie
| An:                | 1994 | 2004   | 2014   | 2024   |
| ------------------ | ---- | ------ | ------ | ------ |
| Număr de persoane: | 538  | 574    | 613    | 624    |
| Diferență:         |      | +6,69% | +6,79% | +1,79% |

| An:                | 2023 | 2024   |
| ------------------ | ---- | ------ |
| Număr de persoane: | 615  | 624    |
| Diferență:         |      | +1,46% |